# Atombatteri
Termerne atombatteri og radioisotopgenerator anvendes til at beskrive et apparat som anvender energi fra radioaktive henfald af en radioaktiv isotop - eller nukleare isomerer til at generere elektricitet.  Ligesom kernereaktorer, genererer atombatterier elektricitet fra kernefysisk bindingsenergi, men atombatterier adskiller sig ved ikke at benytte sig af en (induceret) nuklear kædereaktion. Et kendt eksempel på et atombatteri er et tritium-batteri.
Sammenlignet med almindelige batterier er atombatterier meget dyre, men de har en ekstrem lang levetid og høj energitæthed. Derfor anvendes atombatterier hovedsageligt som energikilde for udstyr, som skal operere uden service i lange tidsperioder, såsom rumfartøjer, pacemakere, undervandssystemer - og automatiske forskningsstationer i øde fjerntliggende dele af verden. Pacemakere med atombatterier blev indopereret fra 1973 til midten af 1980'erne. Nogle få mennesker (cirka 9) levede stadig med atombatteridrevne pacemakere i 2007.
Atombatteriteknologi begyndte i 1913, da Henry Moseley for første gang demonstrerede en beta-celle. Atombatterifeltet fik omfattende forskningsopmærksomhed til anvendelser som krævede langlivede energikilder til rumfart i 1950'erne og 1960'erne. I 1954 forskede RCA i et lille atombatteri til små radiomodtagere og høreapparater. 
Siden RCAs forskning og udvikling i de tidlige 1950'ere, er der blevet designet mange typer og metoder til at ekstrahere elektrisk energi fra nukleare kilder. De videnskabelige principper er nu velkendte, men moderne nano-skala teknologier og nye bred båndgabshalvledere har skabt nye apparater og interessante materialeegenskaber som ikke tidligere har været tilgængelige.
Atombatterier som anvender energien fra radioisotophenfald til at tilvejebringe langlivede energikilder (10–20 år) bliver udviklet internationalt. Energikonverteringsteknikker kan grupperes i to typer: Termiske og ikke-termiske. Termiske konvertere (hvis energi-output er en funktion af en temperaturforskel) omfatter termoelektriske og termioniske generatorer. Ikke-termiske konvertere (hvis energi-output ikke er en funktion af en temperaturforskel) ekstraherer kun en brøkdel af energien. Atombatterier har typisk en effektivitet på 0,1–5 %. Højeffektivitet betavoltaics har 6–8 %.

## Anvendte radioisotoper
Atombatterier anvender radioisotoper, som producerer lavenergi betapartikler, eller nogle gange alfapartikler med forskellige  energier. Lavenergi betapartikler er ønskede, da disse ikke producerer højenergi penetrerende bremsestråling, som ellers ville kræve omfattende afskærmning. Radioisotoper såsom tritium, nikkel-63, promethium-147 og technetium-99 er blevet testet. Plutonium-238, curium-242, curium-244 og strontium-90 har været anvendt.
I 2013 blev der opdaget flere nukleare isomer tilstande i bismuth-212. Disse nukleare isomer tilstande er blevet testet til brug i et slags genopladeligt atombatteri ved GSI-laboratoriet i den tyske by Darmstadt.
Professor Tom Scott ved Cabot Instituttet på University of Bristol har præsenteret et atombatteri som er lavet ved at indkapsle radioisotoper i syntetisk diamant. De anvendte isotoper var nikkel-63 og senere kulstof-14.

## Lande som fremstiller atombatterier
USA, Storbritannien, Frankrig, Rusland, Iran.

## Taksonomi
- Termiske konvertere
  - Termioniske konverter
  - Termoelektrisk radioisotopgenerator
  - Termophotovoltaic celle
  - Alkali-metal termisk til elektrisk konverter (AMTEC)
  - Stirling radioisotopgenerator
- Ikke-termiske konvertere
  - Direkte ladningsgenerator
  - Betavoltaics
  - Alphavoltaics
  - Optoelektrisk atombatteri (foreslået)
  - Piezoelektrisk radioisotopgenerator